# Tomaž Lavrič
Tomaž Lavrič (Ljubljana, 1964.), poznat po nadimku TBC (povremeno se potpisuje i kao Diareja, J. Visarjonovič, Ton Ton ili Lovro Matič), višestruko je nagrađivani slovenski crtač stripova, karikaturist i ilustrator, izuzetno bogatog i raznolikog opusa; često eksperimentira crtajući različitim stilovima kako bi prilagodio crtež određenom tipu i ugođaju priče

## Životopis
Lavrič je studirao slikarstvo na Ljubljanskoj likovnoj akademiji. Ilustracijom i stripovima profesionalno se počinje baviti 1987. godine crtajući za slovenski politički tjednik Mladina ilustracije, karikature te satirične pasice Diareja. Kroz Diareju Lavrič minimalističkim crtežom na ironičan način komentira politička zbivanja, što mu krajem osamdesetih donosi neprilike s jugoslavenskom vojnom policijom. Unatoč tomu, za svoj rad Lavrič biva nagrađen dvjema važnim slovenskim nagradama a Diareja postaje Lavričevo (i slovensko) najpoznatije i najpopularnije djelo, adaptirano čak i za kazališnu predstavu.
Paralelno s radom na Diareji u vlastitom izdanju objavljuje još tri albuma: Crveni alarm (Rdeči alarm, 1996.) autobiografsku priču o ljubljanskoj punkerskoj i alternativnoj sceni za vrijeme komunizma, Ratman (1997.), lokalnu superherojsku socio-političku parodiju u kojoj odaje posvetu brojnim strip autorima koji su ga inspirirali te Bosanske basne (1997.), ratnu dramu, album kojega ubrzo prepoznaje i zahtjevno francusko tržište. Objavljivanje Bosanskih basni 1999. godine za uglednu francusku izdavačku kuću Glénat, Lavriču donosi slavu i epitet prvog slovenskog strip autora na međunarodnom tržištu. Koncipirane kao zbirka priča nazvanih prema životinjama, te crtane crnobijelom tehnikom, povremeno snažnih, gotovo ekspresionističkih sjena, Bosanske basne bave se naličjem rata u Bosni i Hercegovini. Album je 1999. godine nagrađen Grand Prixom međunarodnog festivala u Švicarskoj te Srebrnim lavom u Belgiji.
Lavrič voli raditi nekoliko različitih projekata istovremeno, a kako često eksperimentira koristeći razne crtačke stilove, slovenski strip-autor Jakob Klemenčič nazvao ga je "velikim kameleonom ili čovjekom tisuću stilova". Nakon što je 1999. objavio crnohumorni krimić Glista u bijegu, Lavrič 2001. radi na čak tri projekta: zbirku priča o životu u novonastalim kapitalističkim istočnoeuropskim zemljama pod nazivom Novo doba, zbirku crnohumornih gegova Ekstremni sportovi te također i prvi projekt na kojem nije i sâm scenarist: četvrti dio francuskog serijala Dekalog (2001., s Frankom Giroudom), mješavinu povijesnog trilera i tajanstvenih avantura. Taj je album nominiran za Alph'art nagradu na Festivalu u Angoulêmeu, a suradnja se na istom serijalu nastavila i 2003. godine. 
Godine 2002. pasice Diareje objavljuju se kao kompilacija od 560 stranica; Lavrič za to vrijeme radi i na postapokaliptičnoj znanstvenofantastičnoj seriji Lomm (2002. – 2004.) i balkanskom krimi-serijalu Europa (2003. – 2004.). Godine 2004. objavljuje poetični znanstvenofantastični album Slijepo sunce koji je kolekcija kratkih priča objavljivanih u slovenskom alternativnom strip magazinu Stripburger. 
Uza sve, a i dalje paralelno radeći za Mladinu, Lavrič je izlagao na mnogim izložbama i sudjelovao na mnogim svjetskim festivalima. Također je ilustrirao tri dječje knjige te dizajnirao nekoliko internetskih stranica.